# Anthurium longifolium
Anthurium longifolium é uma espécie de planta do grupo Anthurium.

## Taxonomia
A espécie foi descrita em 1879 por Adolf Engler.
Os seguintes sinônimos já foram catalogados:
- Anthurium longifolium elongellum  Engl.
- Pothos elongellus  Kunth
- Pothos longifolius  Link & Otto ex Steud.

## Forma de vida
É uma espécie epífita, rupícola e herbácea.

## Conservação
A espécie faz parte da Lista Vermelha das espécies ameaçadas do estado do Espírito Santo, no sudeste do Brasil.

## Distribuição
A espécie é endêmica do Brasil e encontrada nos estados brasileiros de Espírito Santo, Minas Gerais, Rio de Janeiro e São Paulo. A espécie é encontrada no domínio fitogeográfico de Mata Atlântica, em regiões com vegetação de floresta ombrófila pluvial.